# リアルビジネスサイクル理論
リアルビジネスサイクル理論（リアルビジネスサイクルりろん、Real business-cycle theory）とは、景気循環の要因は生産技術や財政政策などの実質変数（実物的要因）に限られるとするマクロ経済学（新しい古典派）の理論である。リアル（real）とは実質的（実物的）を意味し、いわゆる（貨幣ではなく）モノに関連した要因を意味している。ビジネスサイクル（business cycle）とは景気循環を指す。「実物的景気循環理論」と訳す場合もある。
リアルビジネスサイクル理論は、ジョン・ミュースのアイデアに基づいてロバート・ルーカスが最初に定式化したマクロ経済学のモデルである。新しい古典派経済学（new classical economics）の代表的なフレームワークの一つである。この理論の主張点は、マネーサプライや物価水準などの名目変数の変動が景気循環を引き起こすのではなく、生産技術や財政政策などの実質変数（実物的要因）のみが景気循環の要因となるというものである。
2004年のノーベル経済学賞は、フィン・キドランドとエドワード・プレスコットのこの分野に対する貢献に対して贈られている。

## 壮大な仮定
リアルビジネスサイクル理論モデルの前提となる仮定は、合理的期待を形成する代表的個人の存在である。このモデルは1人の「異時点間を最適化する」個人を用いて表現されており、この個人の行動は構成員全員、さらには経済全体を代表しているように見ることができる。これが代表的個人モデルの大きな特徴である。
もう一つ暗黙のうちに仮定されているのが、貨幣の中立性であり、これは合理的期待から導かれている。ロバート・ルーカスは、生産性ショックがあるという条件下でモデル内部で景気循環が現れることを示している。これは次のように説明できる。個人の生産性が低下したとすると、実質所得もまた低下する。これはロビンソン・クルーソーの文脈で解釈でき、代表的個人がすべての生産を担っており、完全に競争的な労働市場では個人は限界生産物に等しい賃金が支払われている。

## 仮定からの結論
異時点間の最適化行動の下で、生産性ショックは消えて実質所得が再び上昇することが合理的に期待できる場合には、代表的個人は最適化行動の結果として次の期まで働くことを留保する（代わりに余暇を消費する）。集計の結果として、負の生産性ショックは自発的失業と経済活動の低下つまりGDPの低下をもたらすことになる。
したがって、このモデルの主要な結論は、景気循環は市場経済の効率的な働きに完全に合致したものとなっているという点である。これは、経済の動きは常にパレート効率的であることを意味している。このモデルでは、非自発的失業は一切存在しない。さらに、経済に対する財政的、金融的介入は常に無益である。第1に、政策ルールに基づくあらゆる行動は、合理的期待を形成する個人に完全に予想される。第2に、仮に個人が利用可能ではない情報を政府が握っていたとしても、政府は市場の結果を改善できない。仮にそれができたとしても、政府は単純に情報を開示してしまうことになり、各個人をパレート効率的な結果に至らせることになる。

## 批判
最も明快な批判は、数々の壮大な仮定に関するものである。すなわち、合理的期待や代表的個人に関する仮定である。これも壮大な仮定ではあるが、欠落した市場が全く存在しないと仮定すれば、完全に競争的な財・資産市場の場合と同様に、分析を行うことができる。
リアルビジネスサイクル理論は、多くの人が非現実的とするような結論を導いている。例えば、非自発的失業の存在を否定したり、短期であっても貨幣の中立性を課している点である。さらに、長期にわたる不況は世界のほぼすべての国で確認されているが、これを説明するに当たって、生産性ショックは十分に大きくない、あるいは十分な持続期間を持っていないという議論が行われている。